# Lea Kalbhenn

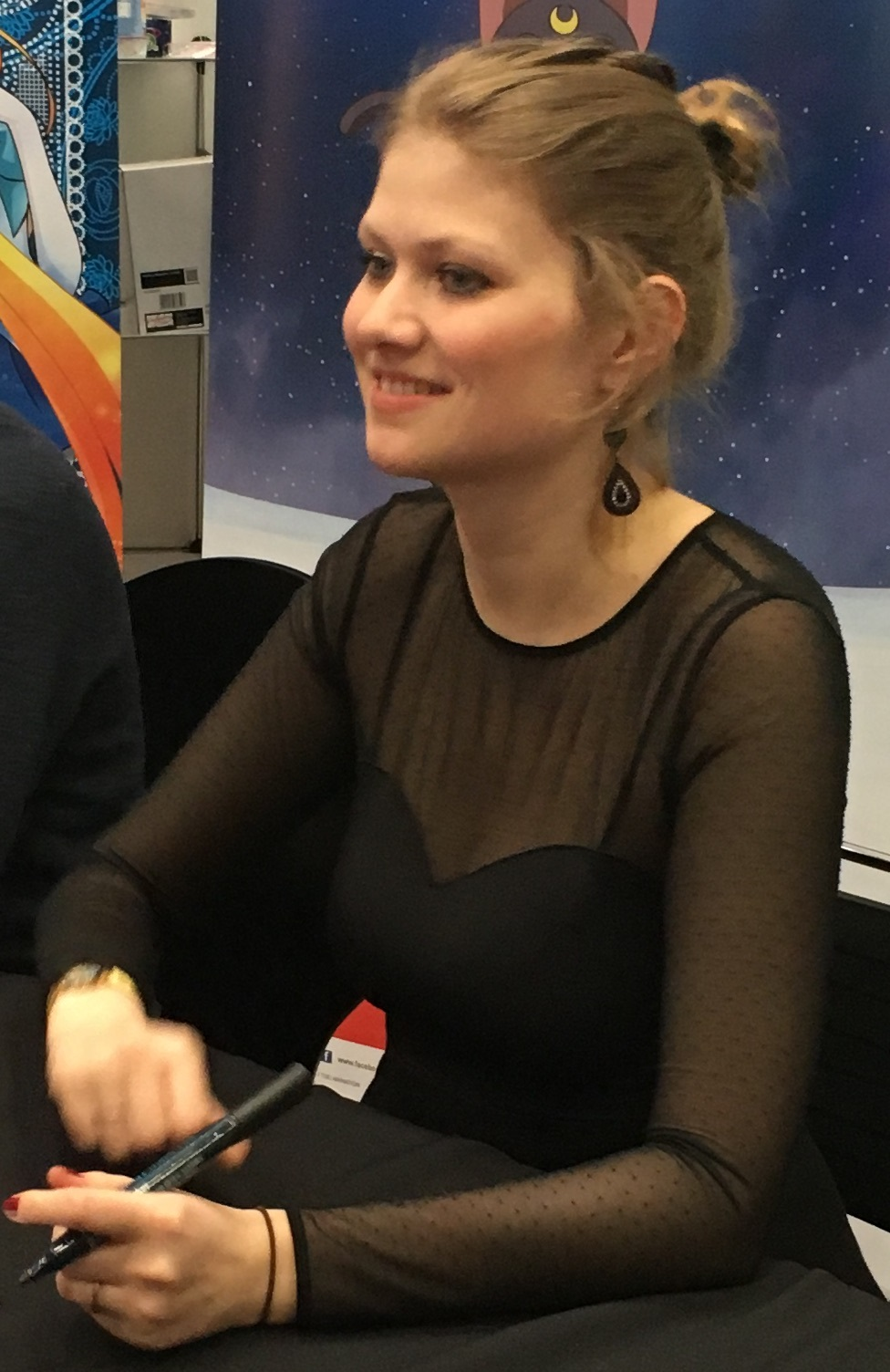
Lea Kalbhenn (2016)

Lea Indra Kalbhenn (* 12. Januar 1990 in Freiburg im Breisgau) ist eine deutsche Schauspielerin, Synchronsprecherin und Moderatorin.

## Werdegang
Im Alter von fünf Jahren begann Kalbhenn, in verschiedenen Theater- und Musicalgruppen mitzuspielen. Nachdem sie 1998 nach München umgezogen war, bekam Kalbhenn über ihre Castingagentur 2003 eine Rolle im Musical Vom Geist der Weihnacht. Anschließend moderierte sie auf RTL II die Sendung Pokito TV und bekam eine Rolle in der Disney-Channel-Serie Kurze Pause. Für den Sender führte sie die Zuschauer durch mehrere Spezialbeiträge. Als die Verantwortlichen des Senders im Sommer 2007 nach Synchronsprechern für die Serie Phineas und Ferb suchten, wurde ein für den Zuschauer bekanntes Gesicht gesucht. Da man zwischen Kalbhenn und der Figur Candace eine gewisse Ähnlichkeit ausgemacht hatte, bekam sie diese als ihre erste Synchronsprechrolle zugeschrieben.
2009 absolvierte Kalbhenn ihr Abitur und studiert seit Oktober 2010 an der Hochschule für angewandte Wissenschaften Würzburg-Schweinfurt Medienmanagement.
Seit 2016 ist Kalbhenn beim Radiosender 95.5 Charivari – Münchens Hitradio als Moderatorin zu hören.

## Filmografie
- 2006–2008: Disneys Kurze Pause (Fernsehserie, mehrere Folgen)
- 2010: Marienhof (Fernsehserie)

## Theater
- 10/2003–02/2004: Internationales Congress Center München in Vom Geist der Weihnacht
- 2011: KHG Theater Würzburg in Lulu (Rolle: Lulu)
- 2012: KHG Theater Würzburg in Rent (Rolle: Maureen)

## Synchronisation (Auswahl)
Ashley Tisdale
- 2007–2015: Phineas und Ferb (als Candace Flynn)
- 2011: Phineas und Ferb – Der Film: Quer durch die 2. Dimension (als Candace Flynn)
- 2011: Phineas und Ferb: Quer durch die 2. Dimension (als Candace Flynn) (PlayStation 3 und Wii)
- 2020: Phineas und Ferb – Der Film: Candace gegen das Universum (als Candace Flynn)

Ami Koshimizu
- 2016: Sailor Moon Crystal (als Makoto Kino/Sailor Jupiter)
- 2021: Sailor Moon Eternal (als Makoto Kino/Sailor Jupiter)
- 2024: Sailor Moon Cosmos (als Makoto Kino/Sailor Jupiter)

Maaya Sakamoto
- 2021: Evangelion: 2.22 – You Can (Not) Advance. (als Mari Illustrious Makinami)
- 2021: Evangelion: 3.33 – You Can (Not) Redo. (als Mari Illustrious Makinami)
- 2021: Evangelion: 3.0+1.01 – Thrice Upon a Time (als Mari Illustrious Makinami)

Rie Takahashi
- 2016–2024: Konosuba: God's Blessing on This Wonderful World! (als Megumin)
- 2019: KonoSuba: Legend Of Crimson – The Movie (als Megumin)
- 2023: Konosuba: An Explosion on This Wonderful World! (als Megumin)

Camila Cabello
- 2021: Cinderella (als Ella)
- 2023: Trolls – Gemeinsam Stark (als Viva)

Kate Higgins
- seit 2021: Kamp Koral: SpongeBobs Kinderjahre (als Narlene)
- 2021: SpongeBob Schwammkopf (als Narlene)

Katherine McNamara
- 2018–2020: Arrow (als Mia Smoak)
- 2021: Versuchung – Wie weit gehst du? (als Amy)

Jenna Ortega
- 2019: You – Du wirst mich lieben (als Ellie)
- 2020: Jurassic World: Neue Abenteuer (als Brooklynn)

Emily Osment
- 2021–2024: Young Sheldon (als Mandy McAllister)
- seit 2024: Georgie & Mandy (als Mandy McAllister)

Aislinn Paul
- 2008: Finns Verwandlung (als Chloe)
- 2010: Harriet: Spionage aller Art (als Beth Ellen)

### Filme
- 2009: Alice steht Kopf – für Alyson Stoner (als Alice McKinley)
- 2010: Magic Man – für Sarah Jayne Jensen (als Vera)
- 2012: Movie Star – Küssen bis zum Happy End – für Sarah Hyland (als Dylan Schoenfield)
- 2014: Wolves – für Kaitlyn Leeb (als Lisa Stewart)
- 2015: Vacation – Wir sind die Griswolds – für Emyri Crutchfield (als Sheila Peterson)
- 2018: Galveston – für Elle Fanning (als Rocky)
- 2018: Die Unglaublichen 2 – für Sophia Bush (als Karen / Voyd)
- 2018: Schicksalhafte Weihnachten – für Aimee Teegarden (als Heather Krueger)
- 2018: Pokémon: Der Film – Die Macht in uns – für Rina Kawaei (als Risa)
- 2019: Booksmart – für Beanie Feldstein (als Molly)
- 2019: Bailey – Ein Hund kehrt zurück – für Kathryn Prescott (als CJ)
- 2021: Die Mitchells gegen die Maschinen – für Abbi Jacobson (als Katie Mitchell)
- 2021: The Deep House – für Camille Rowe (als Tina)
- 2022: Hotel Transsilvanien 4 – Eine Monster Verwandlung – für Selena Gomez (als Mavis)
- 2022: Die Gangster Gang – für Lilly Singh (als Tiffany Fluffit)
- 2022: Chip und Chap: Die Ritter des Rechts – für KiKi Layne (als Ellie Steckler)
- 2022: Uncharted – für Tati Gabrielle (als Jo Braddock)
- 2023: Black Clover: Sword of the Wizard King - für Ayane Sakura (als Secre Swallowtail (Nero))
- 2024: Wicked – für Ariana Grande (als Galinda/Glinda)
- 2024: Vaiana 2 - für Rose Motafeo (als Loto)
- 2025: Fountain of Youth - für Eiza González (als Esme)

### Serien
- 2009: JONAS – Die Serie – für Nicole Anderson (als Macy Misa)
- 2010: Die Tofus-Serie – für Kayla Grunfeld (als Lilly)
- 2011: Die Zauberer vom Waverly Place – für McKaley Miller (als Talia)
- 2012: Karate-Chaoten – für Hannah Leigh (als Julie)
- 2014: Pokémon – für Noriko Shitaya (als Viola)
- 2016–2018: Soy Luna – für Carolina Kopelioff (als Nina Simonetti)
- seit 2016: PJ Masks – Pyjamahelden – für Addison Holley (als Amaya/Eulette)
- 2017: Schwarzesmarken – für Yoshino Nanjou (als Lise Hohenstein)
- 2017–2022: This Is Us – Das ist Leben – für Milana Vayntrub (als Sloane Sandburg)
- 2018–2022: Charmed – für Melonie Diaz (als Melanie Vera)
- 2018–2021: Final Space – für Olan Rogers (als Mooncake)
- 2018–2019: Once Upon a Time – Es war einmal … für Rose Reynolds (als Tilly/Alice)
- 2019: Marvel’s Cloak & Dagger – für Olivia Holt (als Tandy Bowen/Dagger)
- 2019: The End of the F***ing World – für Naomi Ackie (als Bonnie)
- 2019–2023: Navy CIS: L.A. – für Eve Harlow (als Katya)
- 2020–2021: Big Sky – für Jade Pettyjohn (als Grace Sullivan)
- 2020: AJ and the Queen – für Katerina Tannenbaum (als Brianna Douglas)
- 2020: Hunters – für Ebony Obsidian (als Carol Lockhart)
- 2020–2022: The Wilds – für Sophia Ali (als Fatin Jadmani)
- 2021: Lupin – für Ludmilla Makowski (als junge Claire)
- 2021: Fate: The Winx Saga – für Elisha Applebaum (als Musa)
- 2021–2023: Gossip Girl – für Tavi Gevinson (als Kate Keller)
- 2022: Neck mich nicht, Nagatoro-san – für Sumire Uesaka (als Hayase Nagatoro)
- 2022: The Legend of Vox Machina – für Ashley Johnson (als Pike Trickfoot)
- 2022: The Maid I Hired Recently Is Mysterious – Saori Hayami (als Yūri)
- 2022: Uncle from Another World – für Haruka Tomatsu als Elf
- 2023: Navy CIS: Hawaiʻi für Juani Feliz (als Summer Westmore)
- 2024: Ted für Marissa Shankar (als Sarah)

### Videospiele
- 2018: Wakana Minami als Pokémon-Trainerin in Super Smash Bros. Ultimate (Nintendo Switch)
- 2021: Forza Horizon 5 als DJ XS

## Hörbücher (Auszug)
- 2025: Der Fluch der Kraken von Kevin Hearne, Hörbuch Hamburg, ISBN 978-3-8449-4165-4 (Fintans Sage, Band 3, unter anderem mit Udo Schenk, Heide Domanowski & Bastian Sierich)

## Sonstiges
Moderation
- 2004–2009: Pokito TV
- 2006: The Dome 37
- 2007–2008: Specials im Disney Channel
- seit 2016: Radiomoderation bei 95.5 Charivari[3]
- 2020–2022: Stationvoice bei JUKA Radio[4]
- seit 2020: Stationvoice bei Digital X Radio Frankfurt[5]